# 思春期ごっこ
『思春期ごっこ』（ししゅんきごっこ）は、2014年に公開された日本映画。

## キャスト
- 蓮見鷹音：未来穂香
- 辻沢三佳：青山美郷
- 花岡奈美江：川村ゆきえ
- 安藤琴：逢沢りな
- 三浦園子：伊藤梨沙子
- 菅井あゆみ：荻野可鈴
- 萩本直子：井之上史織
- 千穂：本宮初芽
- 未華子：浅見姫香
- 三宅翔子：タカオユキ
- 水城郁夫：真山明大
- カオル：梨木まい

## スタッフ
- 監督：倉本雷大
- 写真：青山裕企
- 脚本：マキタカズオミ、倉本雷大
- 製作：嶋田豪、岡本東郎
- プロデューサー：関顕嗣、吉尾宗太
- 撮影：中澤正行
- 照明：野村久数
- 録音：伊藤裕規
- スタイリスト：緋咲レイラ
- ヘアメイク：madoka
- 編集：藤田真一
- 音楽： 高藤大樹、みみめめMIMI

## 派生作品

### 映像作品
- 思春期ごっこスピンオフ 水色の楽園（2014年8月6日）VPBF-14314
  - 同キャストによるスピンオフムービーで、映画で描かれる出来事の前の様子を描く。映画本編公開に先立ってDVDに収録されて発売された。

### 書籍
- 思春期ごっこ -未来穂香×青山美郷（2014年7月25日、ワニブックス）ISBN 978-4847046568
  - 本映画のクランクイン前に、青山裕企が「思春期ごっこ」をテーマに撮り下ろした写真集。